# Pleurothallis erosa
Pleurothallis erosa là một loài thực vật có hoa trong họ Lan. Loài này được Urb. miêu tả khoa học đầu tiên năm 1917.